# Sarmiza Bilcescu-Alimănișteanu
Sarmiza ori Sarmisa Bilcescu (ulterior Bilcescu-Alimănișteanu, n. 27 aprilie 1867, București, România – d. 26 august 1935, București, România) a fost prima româncă avocat, prima femeie din Europa care a obținut licența în drept la Universitatea din Paris și prima femeie din lume cu un doctorat în drept.. Prima femeie înscrisă în Baroul Ilfov în anul 1891, dar care nu a predat niciodată la bară.  A fost căsătorită cu inginerul Constantin Alimănișteanu.

## Biografia
S-a născut la București la data de 27 aprilie 1867, în familia lui Dumitru Bilcescu (din Bilcești-Mușcel), fost șef al Controlului Finanțelor în vremea prințului Barbu Știrbey. Până la vârsta de 7 ani a studiat acasă cu dascălul Păun iar apoi a frecventat cursurile Colegiului „Sfântul Sava” din București.  A obținut licența în științe juridice în 1887. În 1890, în vremea când 71% dintre studentele din universitățile franceze proveneau din alte țări, Sarmiza Bilcescu a fost prima femeie din Europa care a obținut un doctorat în drept la Universitatea din Sorbona. Teza sa s-a intitulat De la condition légale de la mère ("Condiția juridică a mamei").
În 1891, ca urmare a unei campanii derulate în favoarea sa de renumitul jurist român Constantin Dissescu, Sarmiza Bilcescu a fost admisă în Baroul Ilfov (care, la acea vreme, includea și Bucureștiul), și era prezidat de renumitul avocat și om politic Take Ionescu).
Totuși, Sarmiza Bilcescu nu a practicat niciodată avocatura. Ea s-a măritat cu Constantin Alimănișteanu la șase ani după ce a fost admisă în Barou și ca urmare s-a retras din avocatură, continuând să fie însă activă în cercurile feministe. S-a numărat printre fondatoarele Societății Domnișoarelor Române care își propunea să lupte pentru creșterea gradului de educație în rândul femeilor.
Mihail Fărcășanu i-a publicat biografia în 1947 sub pseudonimul Mihai Villara.